# Sullivan Barrera
Sullivan Barrera (* 25. Februar 1982 in Guantánamo, Kuba) ist ein kubanischer Profiboxer im Halbschwergewicht.

## Amateurkarriere
Sullivan Barrera wurde im Jahr 2000 Kubanischer Juniorenmeister im Mittelgewicht und gewann in dieser Gewichtsklasse auch die Goldmedaille bei den Junioren-Weltmeisterschaften desselben Jahres in Budapest. Er besiegte dabei Micha Tabagoua aus Schweden, Sebastian Grothe aus Deutschland, Chad Dawson aus den USA und Imre Szellő aus Ungarn.
2002 und 2003 gewann er jeweils noch eine Bronzemedaille bei den Kubanischen Meisterschaften.

## Profikarriere
Sullivan Barrera begann seine Profikarriere 2009 in den USA und stand bisher unter anderem bei Main Events und Top Rank unter Vertrag. Er gewann 17 Kämpfe in Folge und schlug dabei unter anderem im Januar 2015 Jeff Lacy und im Dezember 2015 Karo Murat.
Im März 2016 verlor er nach Punkten gegen Andre Ward, gewann jedoch im Dezember 2016 gegen Wjatscheslaw Schabranskyj, im Juli 2017 gegen Joe Smith junior und im November 2017 gegen Felix Valera. Im März 2018 verlor er vorzeitig gegen Dmitri Biwol, schlug im November 2018 aber noch Sean Monaghan.
Im Juni 2019 erlitt Barrera seine dritte Niederlage, als er gegen Jesse Hart nach Punkten unterlag. Eine weitere Niederlage erlitt er im Juli 2021 gegen Gilberto Ramírez.